# ISA World Surfing Games 2018
Die ISA World Surfing Games 2018 wurden vom 16. bis 22. September in der japanischen Stadt Tahara ausgetragen. Der Wettbewerb wurde von der International Surfing Association organisiert.

## Medaillengewinner
| Disziplin   | Gold                                                                                              | Silber                                                                                            | Bronze                                                                                                |
| ----------- | ------------------------------------------------------------------------------------------------- | ------------------------------------------------------------------------------------------------- | --- |
| Männer      | Santiago Muñiz                                                                                    | Kanoa Igarashi                                                                                    | Lucca Mesinas                                                                                         |
| Frauen      | Sally Fitzgibbons                                                                                 | Paige Hareb                                                                                       | Bianca Buitendag                                                                                      |
| Team Punkte | JapanKanoa Igarashi Hiroto Ohara Shun Murakami Minori Kawai Hinako Kurokawa Ren Hashimoto         | AustralienCallum Robson Kai Tandler Dextar Muskens Sally Fitzgibbons Philippa Anderson Holly Wawn | Vereinigte StaatenKevin Schulz Jordy Collins Taro Watanabe Zoe McDougal Summer Macedo Caitlin Simmers |
| Aloha Cup   | SpanienGony Zubizarreta Andy Criere Vicente Romero Garazi Sánchez Leticia Canales Nadia Erostarbe | JapanKanoa Igarashi Hiroto Ohara Shun Murakami Minori Kawai Hinako Kurokawa Ren Hashimoto         | Costa RicaAnthony Fillingim Tomas King Jair Pérez Eva Woodland Carol Wiggins Zulay Martínez           |

## Medaillenspiegel
| Rang   | Sportart           | Gold | Silber | Bronze | Gesamt |
| ------ | ------------------ | ---- | ------ | ------ | ------ |
| 1      | Japan              | 1    | 2      | —      | 3      |
| 2      | Australien         | 1    | 1      | —      | 2      |
| 3      | Argentinien        | 1    | —      | —      | 1      |
| 3      | Spanien            | 1    | —      | —      | 1      |
| 5      | Neuseeland         | —    | 1      | —      | 1      |
| 6      | Costa Rica         | —    | —      | 1      | 1      |
| 6      | Peru               | —    | —      | 1      | 1      |
| 6      | Südafrika          | —    | —      | 1      | 1      |
| 6      | Vereinigte Staaten | —    | —      | 1      | 1      |
| Gesamt | Gesamt             | 4    | 4      | 4      | 12     |